# Rembertistraße

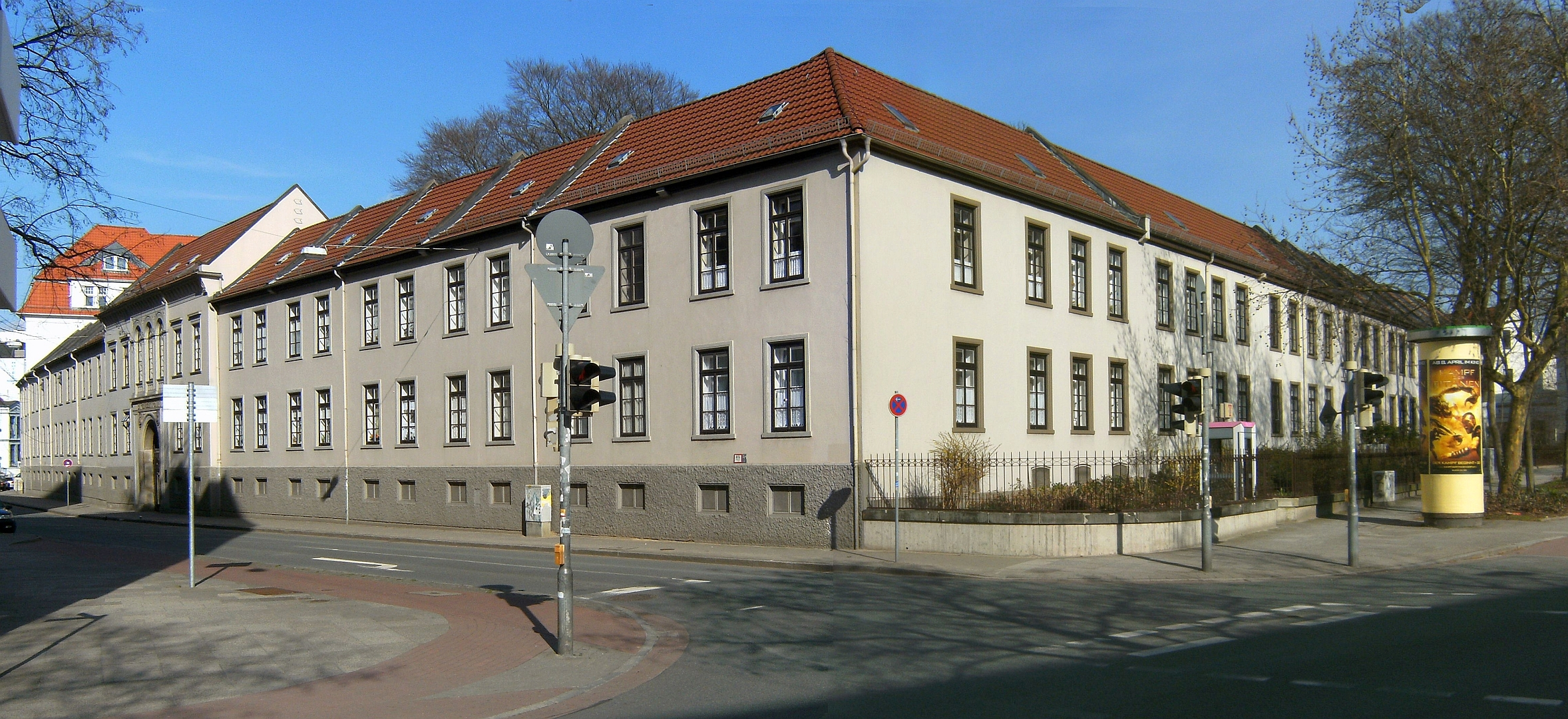
St.-Remberti-Stift Rembertistraße Ecke Rembertikirchhof, heute Rembertiring

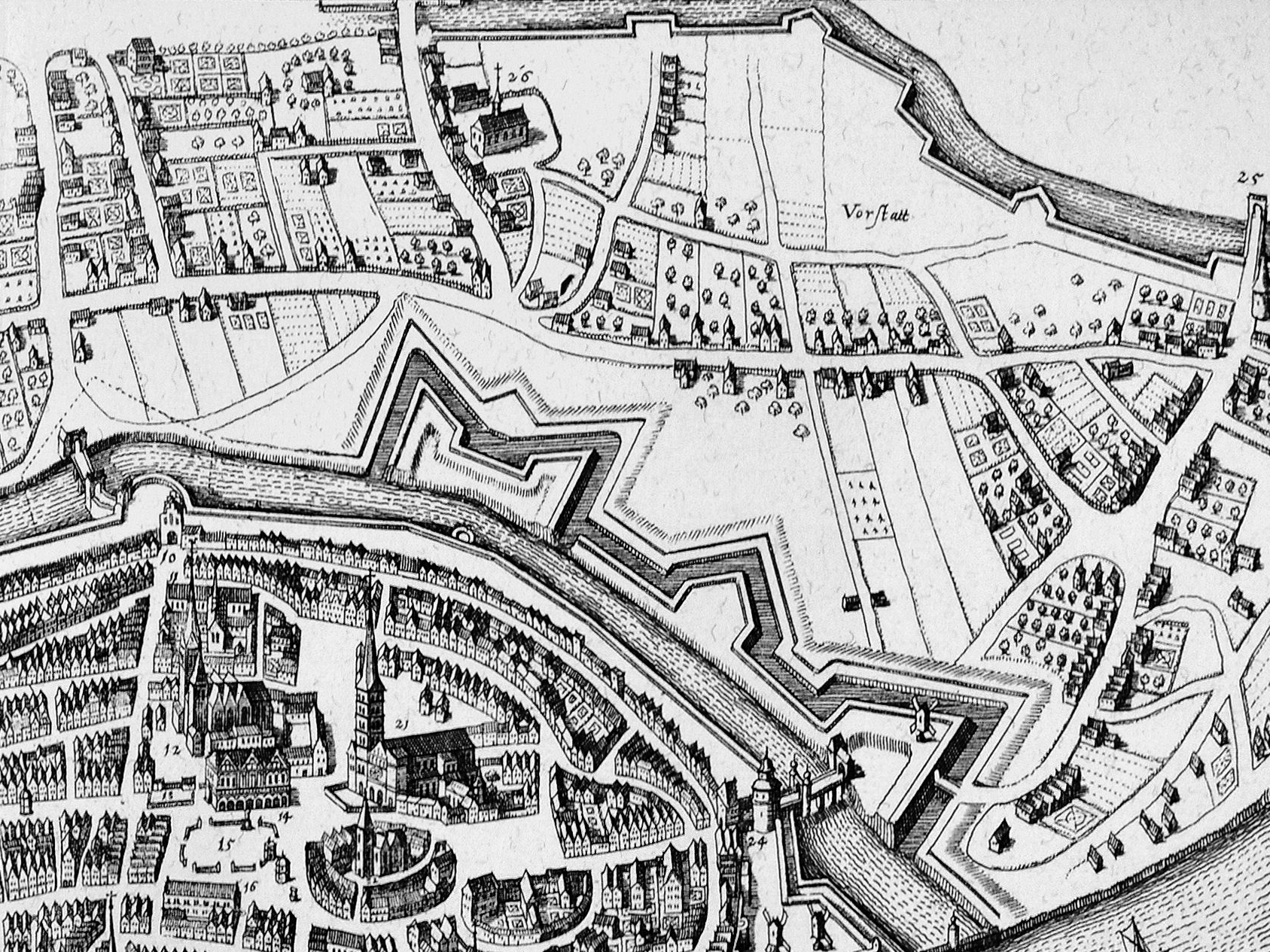
Rembertivorstadt mit Stift (Nr. 26) In: Matthäus Merian: Stadtansicht von 1641

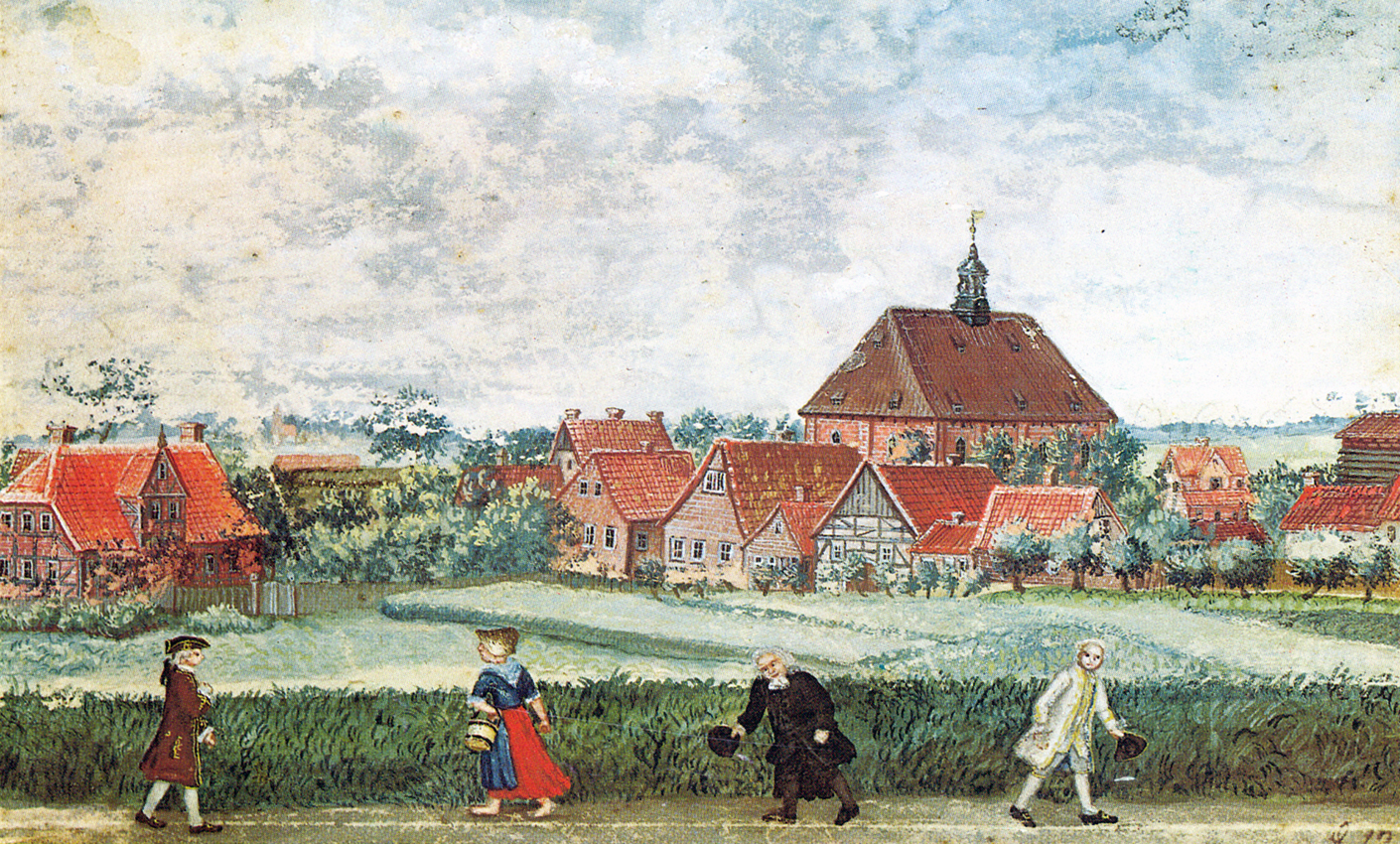
St.-Remberti-Kirche von 1738; Aquarell von Sophia Carlotta Ringen (um 1780)

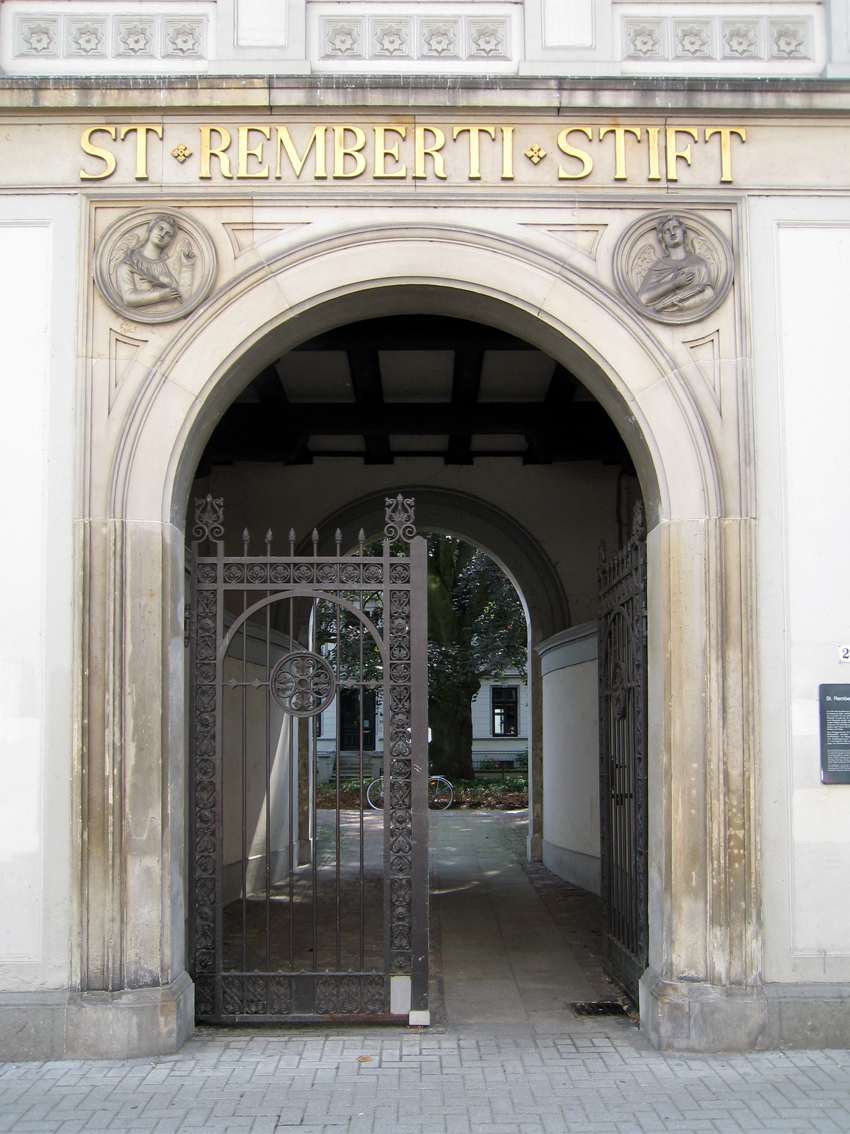
Tor zum St.-Remberti-Stift

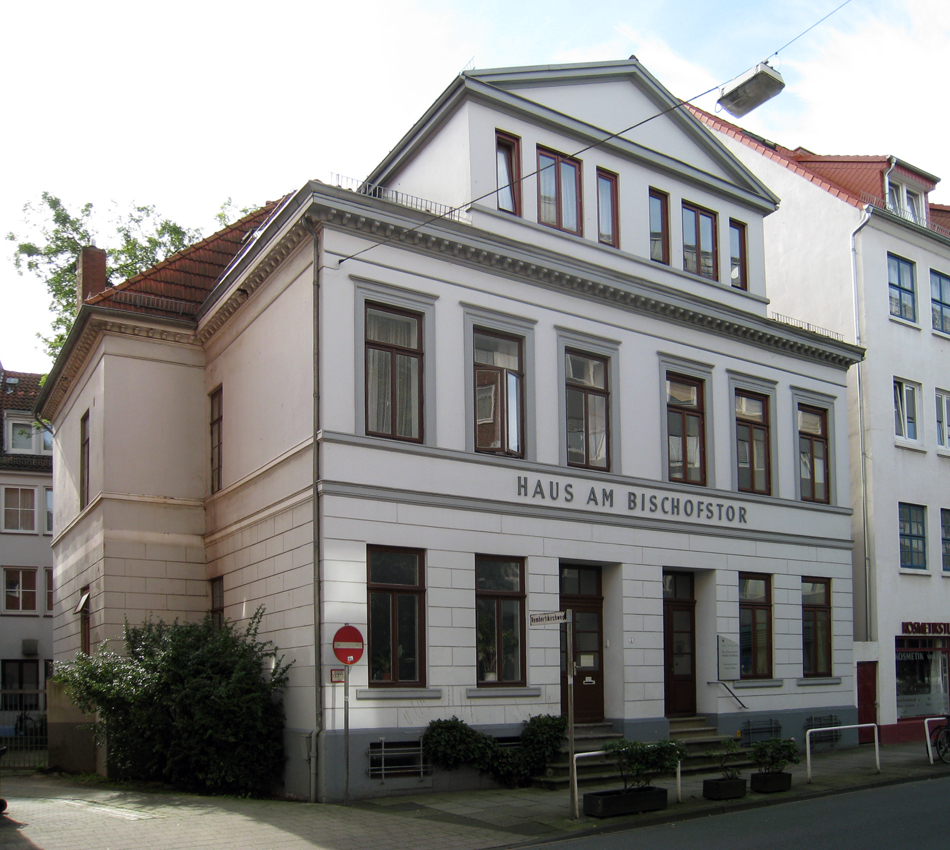
Nr. 4/5:Haus am Bischofstor

Die Rembertistraße ist eine Erschließungsstraße in Bremen, Stadtteil Mitte, Ortsteil Ostertor. Sie führt in Süd-Nord-Richtung vom Präsident-Kennedy-Platz und Contrescarpe bis An der Weide / Außer der Schleifmühle / Friedenstunnel sowie zur Parkallee in Schwachhausen.
Die Querstraßen und die Anschlussstraßen wurden benannt u. a. als Präsident-Kennedy-Platz nach dem 35. Präsidenten der Vereinigten Staaten John F. Kennedy, Contrescarpe nach dem Mauergraben gegenüberliegend (contre) der Grabenbegrenzung (scarpe) der Bremer Stadtmauer, Fedelhören nach dem Gewässer Widel, Rembertikirchweg s. unten, Rembertiring s. unten, An der Weide nach der Bürgerweide vom 11. Jahrhundert, Außer der Schleifmühle nach der Mühle vom 15. Jahrhundert und Friedenstunnel seit 2015, davor Rembertitunnel. 

## Geschichte

### Name
Die Rembertistraße wurde benannt nach Rimbert (um 830–888), dem Erzbischof von Bremen; die zweite St.-Remberti-Kirche stand ab 1596 beim Hospital des St.-Remberti-Stifts und die fünfte Rembertikirche in Bremen-Schwachhausen.

### Entwicklung der Rembertivorstadt bis 1900
Am Nordende der Rembertistraße bestand im Mittelalter beim Pagenthorn (Pferdeturm) ein Übergang über die Bremer Landwehr.
An der Straße wurde im 13. Jahrhundert das St.-Remberti-Hospital aus einigen einfachen Gebäuden und einer Kapelle außerhalb der Stadtmauern und der Altstadt gebaut, um die (vermeintlich hohe) Ansteckungsgefahr zu vermindern. Es folgten Ergänzungen wie u. a. der Wirtschaftshof und die Stiftskirche (15. Jh.).
1547 wurden alle Gebäude in der Rembertivorstadt während des Schmalkaldischen Kriegs abgerissen. Es folgte nach 1547 der Wiederaufbau mit zunächst etwa zehn kleinen Häusern. Die St.-Remberti-Gemeinde von 1596 baute die zweite Remberti-Pfarrkirche. Die dritte Remberti-Kirche stammt von 1737, die vierte wurde 1871 nach Plänen von Heinrich Müller gebaut und im Juni 1942 beschädigt und entfernt.
1688 brannten einige Häuser des Stifts ab. 1781 bestand das Stift aus Kirche, Prediger- und Schulmeisterhäusern, „Herrenzimmer“ für Versammlungen und die Sitzungen der Vorsteher, einem großen Lagerhaus sowie 25 kleinen Häusern. 1843 bis 1870 wurden nach und nach Neubauten im Stil des Klassizismus errichtet. Die Anlage bestand nun aus einem U-förmigen Karree aus 45 Häusern mit 105 Wohnungen.
1848 entfielen die nächtliche Torsperre und die Erhebung der Akzise am Stadttor. In den Folgejahren erfolgte in der Rembertivorstadt eine typische Vorstadtbebauung im Stil des Historismus. Die Straßen im Quartier waren am Ende des 19. Jahrhunderts überwiegend durch die traufenständigen Bremer Häuser geprägt, Beispiele hierfür sind das Ensemble Adlerstraße und die Wohnhausgruppe Fedelhören.

### Entwicklung  der Rembertistraße seit 1945
Nach dem Zweiten Weltkrieg waren im südlichen Bereich der Straße viele Häuser zerstört und wurden durch höhere Gebäude ersetzt. Hier beleben eine Reihe von Läden die Straße. Sie wurde 1962/63 durch den neuen, breiten Rembertiring sehr deutlich vom nördlichen Bereich getrennt.

### Verkehr
Die 3,1 Kilometer lange Strecke der Parkbahn verlief 1910/11 auf der Rembertistraße und der Parkallee vom Bischofstor bis zum nördlichsten Punkt des Bürgerparks.
Die Straßenbahn Bremen besitzt eine Haltestelle Rembertistraße am nördlichen Ende der Straße. Dort halten die Straßenbahnlinien 1 (Huchting–Mahndorf), 4 (Lilienthal–Arsten) und 10 (Sebaldsbrück–Gröpelingen) und die Buslinie 25.

## Gebäude und Anlagen
Bremer Baudenkmale
- Nr. 1a: 3-gesch. klassizistisches Wohnhaus Rembertistraße 1A von 1846 nach Plänen von Diedrich Christian Rutenberg für Bäckermeister Johann David Herklots; hier befindet sich die Paula Modersohn-Becker Stiftung.[2]
- Nr. 4/5: 2-gesch. klassizistisches Haus am Bischofstor mit Zwerchhaus nach Plänen von Heinrich Seemann; mit Kanzlei und Büros.[3]
- Nr. 27: 2-gesch. Häuser vom St.-Remberti-Stift, eine denkmalgeschützte Altenwohnanlage mit Pflegeheim; saniert nach Plänen von Wolfram Dahms.[4]
- Nr. 28–32: Vier- bis fünfgeschossiges U-förmiges Wohn- und Geschäftshaus von 1910 bis 1912 und 1920/1921 für Otto Thor und Erben nach Plänen von Heinrich Wilhelm Behrens und Friedrich Neumark[5] Hier war in den 1950er bis 1970er Jahren das Architektenbüro von Martin Zill.

Weitere Gebäude:
Weitgehend vier- und fünfgeschossige Gebäude bis zum Rembertiring.
- Contrescarpe Nr. 45, Ecke Rembertistraße: 6-gesch. Büro- und Geschäftshaus der 1970er Jahre nach Plänen von Rolf Störmer und Carl Rotermund (Bremen) mit Café.
- Nr. 9: 4-gesch. Bürohaus, seit den 1960er Jahren Sitz der Reederei und des Handelshauses Johann Lange Sohn’s Wwe. & Co.
- Nr. 12: 4-gesch. Hotel.
- Rembertiring Nr. 27: 5-gesch. Bürohaus von um 1955 mit Staffelgeschoss: Sitz der Gewoba.
- Nr. 16: Nicht erhaltenes Wohnhaus Carl Schütte von 1883 nach Plänen von Eduard Gildemeister und Henrich Deetjen.
- Nr. 32: Hier war ab 1933 der Sitz der paramilitärischen Kampforganisation der NSDAP, der Bremer SA-Gruppe „Nordsee“.
- Nr. 52, Ecke zur Straße Auf der Weide: 6-gesch. Büro- und Geschäftshaus mit der Remberti-Apotheke.
- Nr. 56: Büro- und Geschäftshaus mit Restaurant.
- Nr. 64: Nicht erhaltenes Wohnhaus von Hermann Rodewald.
- Nr. 65: Hier wohnte im 19. Jahrhundert der Bremer Bürgermeister Friedrich Ludolf Grave.
- Nr. 81: Geburtshaus des Malers August Haake (1889–1915).
- Nr. 99: Hier war ab den 1910er Jahren das Architektenbüro von Heinz Stoffregen.

Kunstobjekte, Gedenktafeln
- Stolpersteine für die Opfer des Nationalsozialismus gemäß der Liste der Stolpersteine in Bremen:
  - Nr. 3: für Jeannette Behrens (1863–1942), deportiert und gestorben in Theresienstadt
  - Nr. 30: für Fritz-Günther Josephs (1910–?), 1935 nach Holland geflohen; und Röse Josephs (1886–1942) ermordet in Minsk.

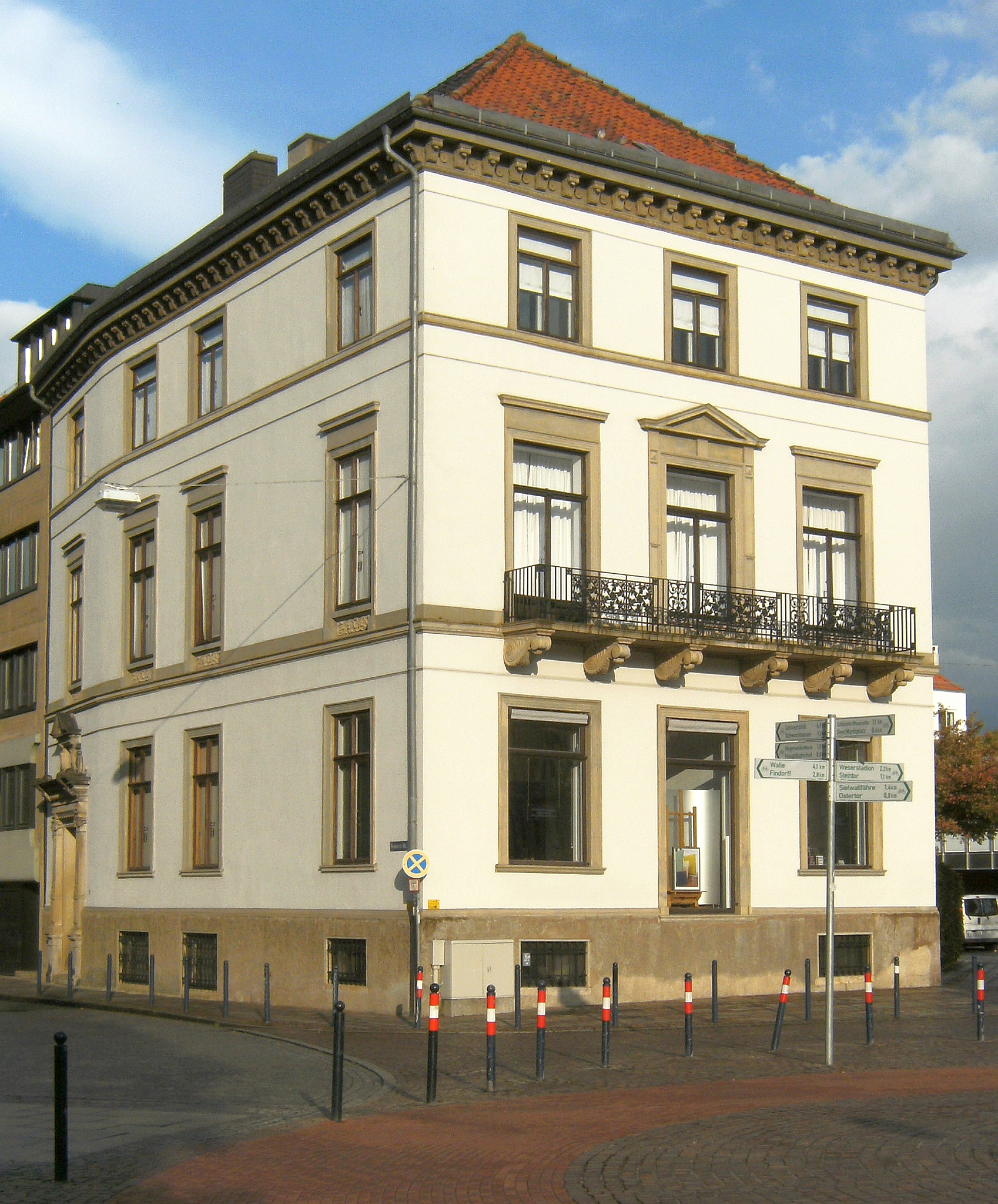
Nr. 1a: Wohnhaus
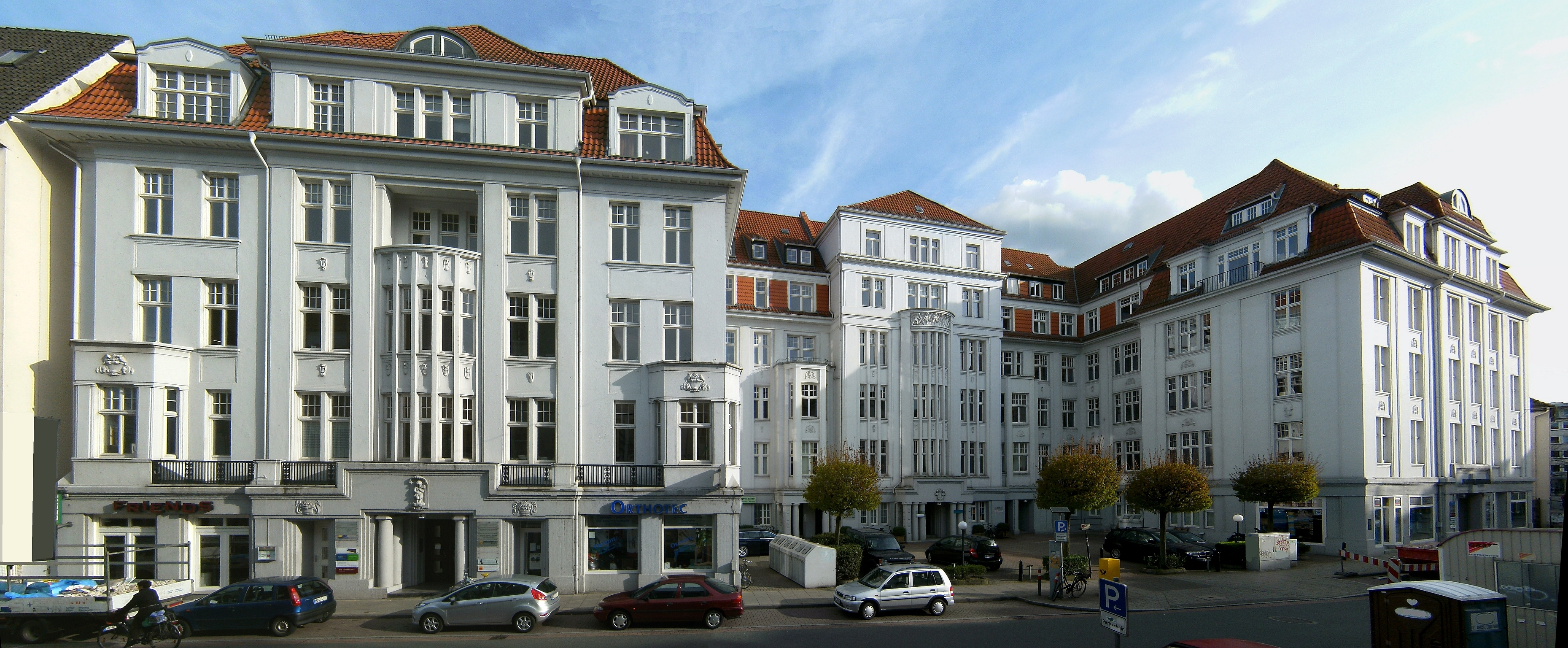
Nr. 28–32: Kontorhaus
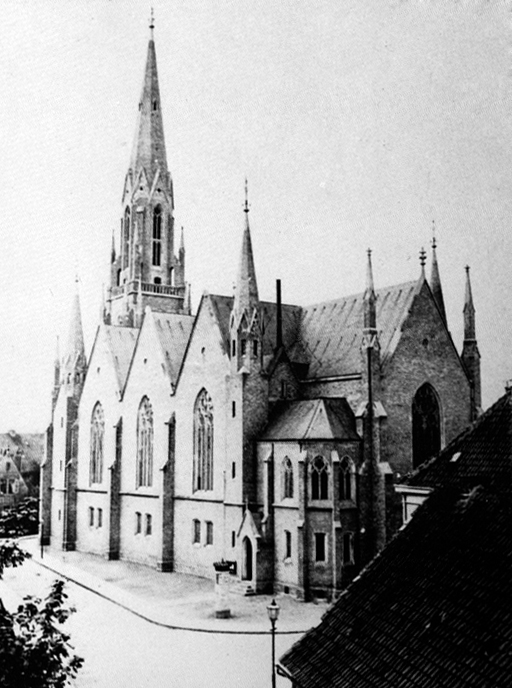
5. St.-Remberti-Kirche, um 1890
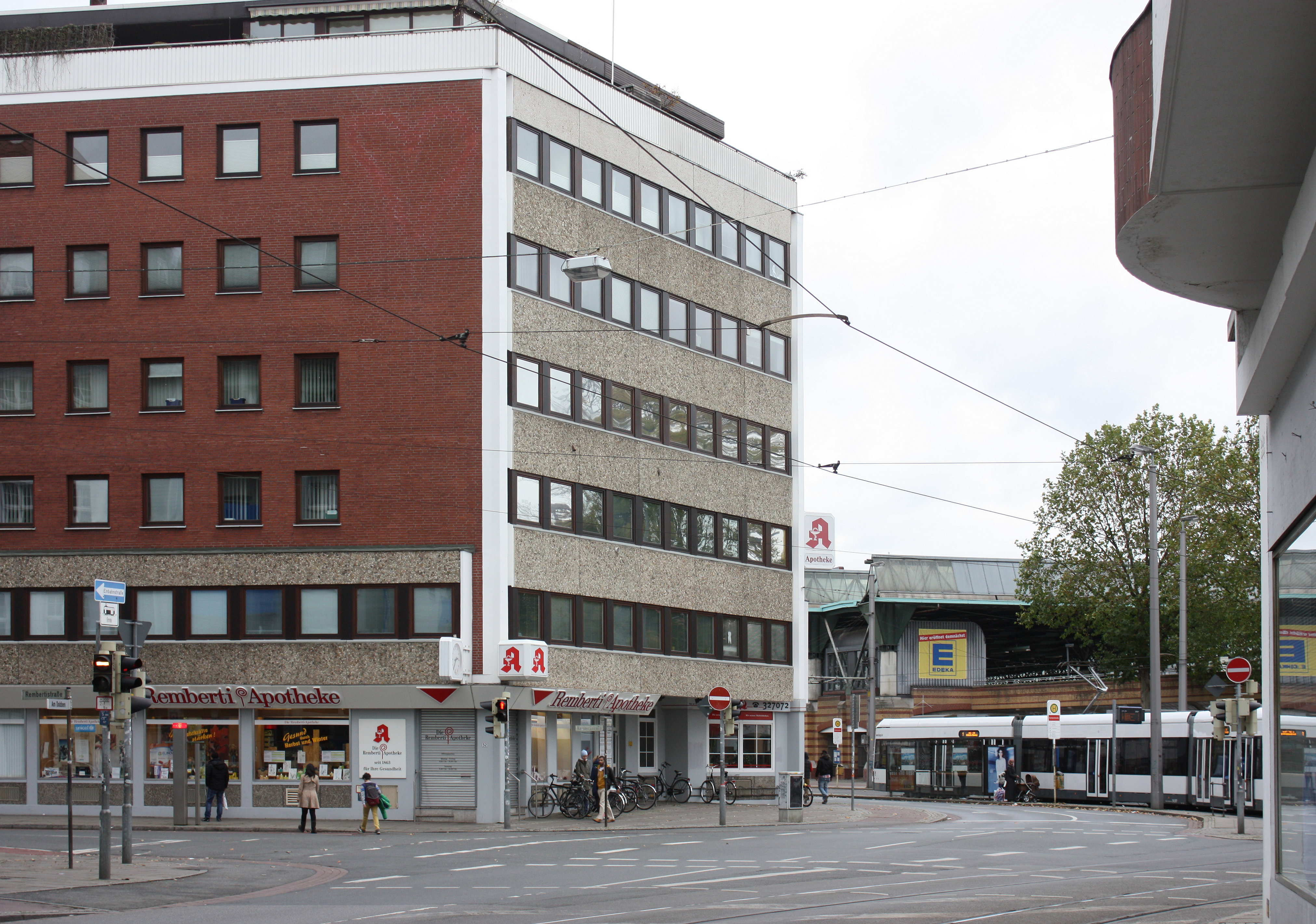
Bürohaus mit Rembertiapotheke